# Víktor Kozin
Víktor Mijáilovich Kozin (en ruso Козин Виктор Михайлович), nacido el 22 de febrero de 1953, ciudad de Sita (Krai de Jabárovsk, Rusia) – científico soviético y ruso, doctor en ciencias técnicas, profesor catedrático.  Inventor emérito de la Federación Rusa (2000), académico  correspondiente de la Academia de Historia Natural de Rusia (2008)

## Biografía y trayectoria profesional
Se graduó en el Instituto politécnico de Komsomolsk-del-Amur (1975), cursó los estudios de postgrado en el Instituto politécnico de Gorki (1983). Trabajó como montador de navíos en el Astillero de Nikoláiev (1974). Desde 1975 empezó a trabajar en el instituto politécnico de Komsomolsk-del-Amur (actualmente Universidad Estatal Técnica  “KnAGTU”), donde desempeña las funciones de profesor catedrático.
Preparó a cuatro doctores en ciencias técnicas, un doctor en ciencias físico-matemáticas y un doctor habilitado en ciencias técnicas.
Con la participación directa de V. M. Kozin ha sido realizada la construcción de un canal de ensayos hidrodinámicos (45 x 4,2 x 4,0 m) en el territorio de la Universidad  Estatal técnica, el único en el Lejano Oriente.

## Cargos y distinciones
- Doctor en ciencias técnicas (1984), tesis: Proyección y construcción de navíos, ciudad de Gorki
- Doctor en ciencias técnicas habilitado (1994), tesis: Mecánica del cuerpo sólido deformable, ciudad de Vladivostok

## Principales directrices de su actividad científica
- Investigación de las posibilidades del método de resonancia de destrucción de la capa glacial

Es sabido que a la hora de desplazamiento de una carga por una capa glacial, se desarrolla un sistema de ondas elásticas y de gravedad (OEG). Es una combinación de las vibraciones elásticas de la placa de hielo y sus respectivas ondas de gravedad en el agua. Cuando la velocidad de la carga es próxima a la velocidad mínima de fase producida por las OEG, el agua deja de sostener la capa glacial, y ésta se sostiene solo por las propiedades de la elasticidad del hielo. La amplitud de las OEG crece bruscamente, y, si el esfuerzo aplicado es suficiente, empieza la destrucción del hielo. La potencia utilizada es varias veces menor (en función del grosor del hielo) que la de los rompehielos y barcos con accesorios rompehielos. Este método de destrucción de la capa glacial es conocido como método de destrucción de hielo por resonancia.
V.M. Kozin obtuvo las curvas teóricas y experimentales que confirman la  aplicabilidad de su método.
- Utilización de materiales fusibles para balanceo automático de rotores

Desarrollo de nuevas tecnologías y aparatos para limpieza de hielo y nieve comprimida de los pavimentos duros de calzada
- Utilización de la energía de la expansión del hielo para calibrar y cimbrar tuberías de pared fina
- Desarrollo de tecnologías para aumentar la capacidad de carga de la capa glacial que se usa como puente glacial o plataformas para soportar carga.

## Invenciones
- Inventó y llevó a la práctica el método de resonancia de destrucción de capa glacial realizado por los aerodeslizadores anfibios, lo que permite rebajar varias veces los gastos energéticos en comparación con las tecnologías tradicionales (uso de los navíos rompehielos y accesorios para romper hielo, etc.)
- Propuso la metodología de evaluación de características de los submarinos que destruyen la capa glacial a la hora de emerger en el medio de la banquisa.
- Obtuvo cálculos de evaluación de la capacidad de  carga de la capa glacial para su utilización como carreteras, puentes y pistas de aterrizaje de emergencia glaciales.
- Inventó construcciones para aumentar la capacidad de carga de la capa glacial utilizada como plataforma para soportar carga.

## Perfeccionamientos
- Perfeccionó las tecnologías de seguridad a la hora de utilizar la capa glacial para transportar cargas, incluidos los regímenes de movimiento de los medios de transporte y los aparatos que aumentan la capacidad de carga del hielo a la hora de soportar éste una carga dinámica.
- Patentó métodos y desarrolló construcciones  que permiten, de una forma más eficaz que las tecnologías anteriores, destruir la capa glacial a la hora de liquidar los atascos de hielo superficial y subacuático en las épocas de establecimiento de la capa glacial y deshielo en los ríos.
- Perfeccionó la tecnología de los trabajos de voladura para prevención de problemas causados por el hielo en las vías fluviales que ocasionan unas inundaciones devastadoras.
- Desarrolló, a base de utilización de fusibles (metal de Wood), métodos y aparatos para balanceo automático de rotores, que están amparados por una serie de Patentes de Invención de la Federación Rusa.
- Desarrolló la tecnología de la utilización de la emergía de expansión del hielo para modificación de forma de tuberías y hojas metálicas.

## Teorías
- Propuso la teoría y aparatos para limpieza de pavimentos duros de calzada de hielo y nieve comprimida.

Las soluciones propuestas permiten, de un modo más delicado, limpiar los caminos con una eficacia varias  veces mayor comparando con las tecnologías y aparatos existentes.

## Participación en eventos científicos
- Simposio internacional ISOPE «The Sixth (2004)Pacific/Asia Offshore Mechanics Sеptember, 2004, Vladivostok, Russia» (ponencia en su sector)
- Conferencias regionales sobre los “Problemas de la mecánica de medios continuos y asuntos relacionados con la tecnología de construcción de maquinaria” (2004, 2005) en Komsomolsk-del-Amur (ponencias en su sector)
- Simposio internacional «The Seventh (2006) ISOPE Pacikic/Asia Offshore Mechanics Simposium, September,2006, Dalian, China» (ponencia en su sector)
- Simposio internacional ISOPE «The Proceedings of The Seventlenth (2007) International Offshore and Polar Engineering conferenge. July, 2007, Lisabon, Portugal» (ponencia en su sector)
- Simposio Internacional ISOPE «The Eighteenth (2008) International Offshore and Polar Engineering Conference. Vancouver, Canada, July, 2008» (ponencia en su sector).